# 1990-es évek
Évszázadok: 19. század · 20. század · 21. század
Évtizedek: 1940-es évek · 1950-es évek · 1960-as évek · 1970-es évek · 1980-as évek · 1990-es évek · 2000-es évek · 2010-es évek · 2020-as évek · 2030-as évek · 2040-es évek
Évek: 1990 · 1991 · 1992 · 1993 · 1994 · 1995 · 1996 · 1997 · 1998 · 1999

## Események
- 1990: Nelson Mandela dél-afrikai polgárjogi aktivistát 27 év börtön után szabadon engedik.
- 1990: a Hubble űrtávcső pályára állítása.
- 1990: Németország újraegyesítése.
- 1991: a Sivatagi Vihar hadművelet során a koalíciós erők felszabadítják az iraki uralom alól Kuvaitot.
- 1991: megszűnik a Varsói Szerződés és a KGST.
- 1991: kitör a háború Jugoszlávia utódállamaiban.
- 1991: felbomlik a Szovjetunió, véget ér a hidegháború.
- 1991: AIDS-ben meghal Freddie Mercury, a brit Queen együttes énekese.
- 1992: a maastrichti szerződés aláírása után megszületik az Európai Unió.
- 1992: Deng Xiaoping kínai vezető dél-kínai körútja során meghirdeti a gyorsított piacosítást.
- 1993: Csehszlovákia felbomlásával létrejön az önálló Csehország és Szlovákia.
- 1993: a CERN bejelenti a mindenki számára szabad és ingyenes internethasználatot.
- 1993: merénylet a Világkereskedelmi Központ ellen.
- 1993: Jichák Rabin és Jasszer Arafat megkötik az oslói egyezményt az első intifáda végéről és a palesztin területek önigazgatásáról.
- 1994: népirtás Ruandában a hutu és tuszi törzsek között, egymillió ember leli halálát.
- 1994: átadják a Csalagutat Anglia és Franciaország között.
- 1994: zapatista felkelés Mexikó Chiapas államában, melynek hatására a neoliberális globalizációt ellenző csoportok világszerte erősödni kezdenek.
- 1994: kitör az első csecsen háború, mely Csecsenföld gyakorlati függetlenségével ér véget 1996-ban.
- 1994: éhínség tör ki Észak-Koreában, amely 1998-ig félmillió ember halálát eredményezi.
- 1995: életbe lép a schengeni egyezmény az Európai Unió több tagállama között a belső határok eltörléséről.
- 1995: Ratko Mladić vezette szerb milícia a srebrenicai mészárlás során 8700 bosnyákot öl meg.
- 1995: a daytoni békeszerződés lezárja a boszniai háborút.
- 1996: angol tudósok klónozzák az első élőlényt, Dollyt.
- 1996: tálib hatalomátvétel Afganisztánban.
- 1996: elterjed a VHS-t kiszorító DVD.
- 1997: az Egyesült Királyságban tartott választásokon 23 év után elsöprő fölénnyel a Munkáspárt nyer a Konzervatív Párttal szemben.
- 1997: az Egyesült Királyság az "egy ország - két rendszer" elv elfogadásával visszaadja Hongkongot Kínának.
- 1997: Diána walesi hercegné halálos autóbalesete Párizsban.
- 1997: a kiotói jegyzőkönyv aláírása, melyben 84 ország határoz az üvegházhatású gázok csökkentéséről.
- 1998: Bill Clinton amerikai elnök szexuális botrányba keveredik titkárnőjével, Monica Lewinskyvel.
- 1998: az Egyesült Királyság és Írország aláírják a nagypénteki megállapodást, mely békét hoz az északír kérdésben.
- 1998: kitör a második kongói háború ("afrikai világháború") hét nemzet részvételével, mely 2002-ig 4 millió áldozatot követel.
- 1999: NATO bombázás Szerbia ellen a koszovói háborúban.
- 1999: Oroszország és Csecsenföld között kitör a második csecsen háború az utóbbiak agressziója következtében.
- 1999: Portugália visszaadja Makaót Kínának.
- 1999: lejár a Panama-csatornára vonatkozó amerikai koncesszió, mely így visszakerül Panamához.
- 1999: utcai harcok Seattle-ben a WTO ülése miatt.

## A világ vezetői
- Amerikai Egyesült Államok: George H. W. Bush elnök (1993-ig), Bill Clinton elnök (1993-tól)
- Angola: José Eduardo dos Santos elnök
- Belgium: Guy Verhofstadt miniszterelnök (1999-től)
- Chile: Augusto Pinochet tábornok (1990-ig)
- Csehszlovákia: Václav Havel elnök (1993-ig)
- Csehország: Václav Havel elnök (1993-tól)
- Dél-afrikai Köztársaság: Frederik Willem de Klerk (1994-ig), Nelson Mandela (1994-1999)
- Egyesült Királyság: II. Erzsébet királynő, Margaret Thatcher miniszterelnök (1990-ig), John Major (1990-1997), Tony Blair (1997-től)
- Egyiptom: Hoszni Mubárak elnök
- Észak-Korea: Kim Ir Szen elnök (1994-ig), Kim Dzsongil elnök (1994-től)
- Franciaország: François Mitterrand elnök (1995-ig), Jacques Chirac elnök (1995-től)
- Horvátország: Franjo Tuđman elnök (1990-1999)
- Indonézia: Suharto elnök (1998-ig)
- Irak: Szaddám Huszein elnök
- Izrael: Jichák Rabin miniszterelnök (1992-1995), Simón Peresz miniszterelnök (1995-1996), Benjámín Netanjáhú miniszterelnök (1996-1999)
- Jugoszlávia: Slobodan Milošević elnök (1991-től)
- Kína: de facto Deng Xiaoping (1997-ig), Jiang Zemin főtitkár
- Kongói Demokratikus Köztársaság: Laurent-Désiré Kabila elnök (1997-től)
- Kuba: Fidel Castro tábornok
- Lengyelország: Lech Wałęsa elnök (1990-1995)
- Líbia: Moammer Kadhafi vezér
- Magyarország: Antall József miniszterelnök (1990-1993), Boross Péter (1993-1994), Horn Gyula miniszterelnök (1994-1998), Orbán Viktor miniszterelnök (1998-tól)
- Németország: Helmut Kohl kancellár (1998-ig), Gerhard Schröder kancellár (1998-tól)
- Olaszország: Giulio Andreotti miniszterelnök (1992-ig), Silvio Berlusconi miniszterelnök (1994-1995), Romano Prodi miniszterelnök (1996-1998)
- Oroszország: Borisz Jelcin elnök (1991-1999), Vlagyimir Putyin elnök (1999-től)
- Palesztina (Palesztin Hatóság): Jasszer Arafat elnök (1994-től)
- Románia: Ion Iliescu elnök (1990-1996)
- Spanyolország: I. János Károly király
- Szovjetunió: Mihail Gorbacsov főtitkár (1991-ig)
- Vatikán: II. János Pál pápa
- Venezuela: Hugo Chávez elnök (1999-től)
- Zaire: Mobutu Sese Seko elnök (1997-ig)